# البوليس النسائي (فلم)
البوليس النسائي فيلم مصري من إنتاج عام 1988، بطولة إلهام شاهين وهالة صدقي ودلال عبد العزيز.

## قصة الفيلم
تدور أحداث الفيلم حول ثلاث فتيات "فوزية وسامية ونادية كل حلمهن الالتحاق بكلية الشرطة حتى يؤكدن على جدارة المرأة في ذلك المجال، يتم التخرج وتلتحق كل منهم بإدارة مختلفة ففوزية (إلهام شاهين) تلتحق بإدارة المباحث العامة وتتولى التحقيق في قضية سرقة الآثار في حين تلتحق سامية (هالة صدقي) بإدارة الجوازات وتفاجأ بسفر إحدى السيدات كثيرا وتكتشف أنها ضمن عصابة كبيرة لتهريب المخدرات وكذلك نادية (دلال عبد العزيز) تقوم بالالتحاق بشرطة الأحداث وتتولى البحث في إحدى قضايا أطفال الأحداث، تتوالى الأحداث في مطاردات ومشاحنات حيث يحاولن الثلاث ضابطات إثبات ما بغين.

## طاقم التمثيل
- إلهام شاهين: (فوزية)
- هالة صدقي: (سامية)
- دلال عبد العزيز: (نادية)
- سميرة محسن
- أحمد بدير: (الشاويش جاد)
- عماد رشاد: (الضابط محمود)
- فتحية قنديل
- شروق
- سعيدة جلال
- أحلام حلمي
- نوال هاشم
- حلمي شفيق
- حسني أباظة
- منال عبد اللطيف: (طفلة)
- حامد عبد اللطيف: (طفل)

## فريق العمل
- إخراج: عبد العليم زكي
- قصة وسيناريو وحوار: سلامة حسن
- اشترك في السيناريو والحوار: فاروق سعيد، سعيد محمد مرزوق
- إنتاج: حسين ياقوت
- توزيع داخلي: أفلام جمال الليثي
- توزيع خارجي: أفلام فؤاد جمجوم
- مونتاج: محمد الطباخ
- مدير التصوير: محمد خليل

## وصلات خارجية
- مقالات تستعمل روابط فنية بلا صلة مع ويكي بيانات
- صفحة الفيلم على موقع السينما